# Municipio 2 Bensalem
El municipio 2 Bensalem (en inglés: Township 2, Bensalem) es un municipio ubicado en el  condado de Moore en el estado estadounidense de Carolina del Norte. En el año 2010 tenía una población de 3.319 habitantes.

## Geografía
El municipio 2 Bensalem se encuentra ubicado en las coordenadas 35°20′6.85″N 79°37′55.85″O / 35.3352361, -79.6321806.